# Hermann Zapf

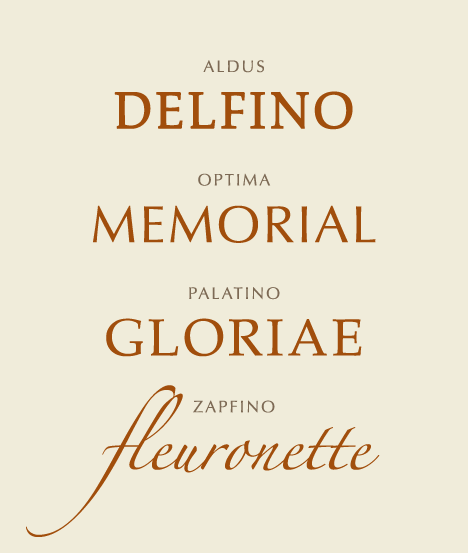
Fontes por Hermann Zapf

Hermann Zapf (Nuremberg, 8 de novembro de 1918 – Darmstadt, 4 de junho de 2015) foi um designer de fontes alemão.